# Tarzan and the Green Goddess
Tarzan and the Green Goddess – amerykański film z 1938 w reżyserii Edwarda A. Kulla i Wilbura McGaugha.